# Donald Nzé
Donald Nzé (ur. 5 kwietnia 1992 w Lambaréné) – gaboński piłkarz grający na pozycji bramkarza. Od 2021 jest zawodnikiem klubu AS Maniema Union.

## Kariera klubowa
Swoją piłkarską karierę Nzé rozpoczął w klubie AS Pélican. W sezonie 2013/2014 zadebiutował w nim w pierwszej lidze gabońskiej. W 2018 roku grał w US Bitam, a w 2019 wrócił do AS Pélican. W sezonie 2019 wywalczył z nim wicemistrzostwo Gabonu. W 2020 przeszedł do kongijskiego AS Maniema Union. W sezonie 2020/2021 został z nim wicemistrzem Demokratycznej Republiki Konga.

## Kariera reprezentacyjna
W reprezentacji Gabonu Nzé zadebiutował 4 czerwca 2017 w zremisowanym 0:0 towarzyskim meczu z Zambią, rozegranym w Libreville. W 2022 roku został powołany do kadry na Puchar Narodów Afryki 2021. Na tym turnieju nie rozegrał żadnego meczu.